# Legértékesebb Játékos díj
A Legértékesebb Játékos díját (Most Valuable Player; MVP) a legértékesebb, vagyis a legjobb, legfontosabb játékos kapja különböző sportágakban: kosárlabda, amerikaifutball, jégkorong, baseball, labdarúgás, lacrosse és kézilabda. A játékosok legtöbbször sportújságíróktól kapják a díjat egy szezon, egy torna, esetleg egy kiemelkedő mérkőzés után.
A National Hockey League-ben (NHL) három trófeát is kiosztanak az MVP-k számára: a sportújságírók szervezete a Conn Smythe-trófeát adja oda a rájátszás, és a Hart-emlékkupát az alapszakasz legértékesebb játékosának. Szintén az alapszakasz után díjaz az Professional Hockey Writers’ Association (NHLPA). Ők a Ted Lindsay-díjat (1970 és 2009 között Lester B. Pearson-díj) adják az MVP-nek.
A National Basketball Associationben (NBA) a sportújságírok az alapszakaszban az NBA Most Valuable Player díjat adják át. A rájátszásban a Bill Russell NBA Finals Most Valuable Player Awardot ítélik oda a legjobbnak.
A Major League Baseball-ban (MLB) évről évre egy egy játékos összesített átlaga szerint választják meg az MVP-t, vagyis itt nincs mérlegelés vagy választás, csakis a statisztika számít.
A National Football League-ben (NFL) a NFL Most Valuable Player Awardot osztják ki a szezon legértékesebb játékosának. Ezenkívül a Super Bowl legjobbja is megkapja az MVP címet.